# Vælgervandring
Vælgervandring er det fænomen, at en del vælgere stemmer anderledes ved et valg i forhold til det foregående. Sådanne vandrende vælgere adskiller sig fra kernevælgere, der stemmer på samme politiske parti ved flere valg.
Begrundelserne for at skifte parti kan være mange: at man ikke er tilfreds med den måde, det tidligere valgte parti har forvaltet sit mandat på, at vælgeren har skiftet holdning, at vælgeren stemmer "strategisk" (fx for at fremme eller styrke en bestemt regeringskonstellation og/eller et partis indflydelse i denne), at nye emner kommer på "den politiske dagsorden" og så videre.
Der findes ingen fast definition på hvor mange stemmer, der skal flyttes, for at man kan tale om en vælgervandring, men betydningen af vælgervandringer er stor, eftersom flertallet af vælgerne betragtes som marginalvælgere, hvis partimæssige præference ændres fra valg til valg. Dog arbejder mange forskere og partier ud fra ideen om medianvælgeren, som beskriver den vælger eller vælgergruppe, som kan få hele stemmebalancen mellem blokkene til at tippe. Medianvælgeren vil have størst mulig del af samfundets goder og stemmer dermed på den politiker, der kan tilbyde dem mest. Partierne vil derimod have størst mulig magt og forsøger derfor at maksimere antallet af stemmer.

## Vælgervandringer i Danmark
Frem til slutningen af 1960-erne var de fleste vælgeres politiske valg bestemt af deres sociale stilling: landbrugere stemte oftest på Venstre, husmænd og en del offentligt ansatte på Det radikale Venstre, højere embedsmænd på Det konservative Folkeparti, arbejdere og andre lønmodtagere stemte på Socialdemokratiet, venstreintellektuelle stemte på Socialistisk Folkeparti og Danmarks kommunistiske Parti. En følge heraf var, at Venstre som hovedregel var gået tilbage, Socialdemokratiet frem, mens Det konservative Folkeparti og Det radikale Venstre havde svinget omkring en nogenlunde fast tilslutning gennem det 20. århundrede.
Dette politiske, ret stabile billede forandredes omkring 1970. Det skyldtes to forhold: fremkomsten af nye partier, fx Centrum-Demokraterne, Fremskridtspartiet, Kristeligt Folkeparti og Venstresocialisterne, indebar, at det traditionelle venstre-højre billede gik i opløsning. Nye emner kom på den politiske dagsorden, og der opstod større "kamp" om de samme vælgere. Venstre fornyede sig og blev et liberalt byparti som supplement til sine "traditionelle" landmandsstøtter, der efterhånden udgjorde en beskeden del af den politiske vælgerskare. Følgen blev, at der skete et opbrud i det politiske mønster, og vælgervandringerne voksede betydeligt. I takt med, at vælgerskaren blev mere "homogen", betød de oprindelige politisk-ideologiske særtræk ved partierne mindre.
Udviklingen har indebåret, at nye emner spiller en betydeligt større rolle for vælgernes valg (og dermed også vælgervandringer), således om Danmarks medlemskab i EU, indvandrerspørgsmål, skattespørgsmål og sociale rettigheder. I en vis udstrækning er der sket en fornyet venstre-højre inddeling af de politiske partier, men det er andre emner end tidligere, der betinger dette. Det betyder også, at vælgere ofte må vælge hvilke aktuelle spørgsmål, de prioriterer højst, når de skal stemme. Ustabiliteten i det politiske billede er således ikke mærkbart aftaget siden 1970-erne. I de senere årtier (siden Dansk Folkeparti opstod som udbryderparti fra Fremskridtspartiet) har den største vælgervandring været fra Socialdemokratiet til Dansk Folkeparti. Denne udvikling kan opfattes som udslag af, at Socialdemokratiet i visse spørgsmål ikke længere er i overensstemmelse med deres "traditionelle" vælgere.

## Undersøgelser
Omfanget af vælgervandringer i dansk politik kortlægges i spørgeskemaundersøgelser, idet valgresultatet  ikke i sig selv afslører, hvem vælgerne tidligere har stemt på. Den personlige faktor kan spille en stor rolle for marginalvælgernes stemmeafgivning. I USA har valgkampen op til præsidentvalgene ofte været et personopgør, hvor kandidaternes optræden i medierne har været afgørende for valgets udfald.. I Danmark har denne faktor mindre betydning. Den danske valgforsker Ole Borre har gennemført en række valganalyser i Det Danske Valgprojekt, som blev etableret i 1971 og er den mest omfattende vælgerundersøgelse i Danmark. Han konkluderer, at vælgervandringer følger det samme mønster som ses i andre europæiske lande, og at partiernes politik betyder mere end personerne.